# Пол Дадлі Вайт
Пол Дадлі Вайт (англ. Paul Dudley White; 6 червня 1886 — 31 жовтня 1973) — видатний американський кардіолог. Автор дванадцяти книг і понад 700 наукових статей. Його найвідоміший підручник «Хвороби серця», був вперше опублікований у 1931 році і став класикою в кардіології. Пол Вайт розглядається більшістю медичних авторитетів як засновник профілактичної кардіології.

## З біографії
У 1911 закінчив Гарвардську медичну школу
28 червня 1924 одружився з Іні Хелен Рід (Ina Helen Reid), соціальною працівницею, в подальшому вони усиновили двох дітей.
У 1924 році він був одним із засновників Американської Асоціації Серця, став президентом цієї організації в 1941 році.
У 1930 році разом із Джоном Паркінсоном та Льюїсом Вольфом описав синдром, який отримав назву за їхніми прізвищами.
У 1935 році описав електрокардіографічні зміни при розвитку тромбоемболії легеневої артерії (ознака Макгіна-Вайта)
У 1950 році допоміг організувати перший Всесвітній конгрес кардіологів у Парижі, а в 1954 році головував на другому Всесвітньому конгресі у Вашингтоні.
У 1955 році був лікарем президента США Дуайта Ейзенхауера.
Приклав багато зусиль для створення Міжнародного товариства кардіологів.
14 вересня 1964 президент Ліндон Джонсон нагородив Пола Вайта Президентською медаллю Свободи.